# ポサードニク (コルベット)
ポサードニク（ロシア語:Посадникパサードニク）は、ロシア帝国の保有した11門級コルベット（Корвет «11-пушечного ранга»）である。動力関係からは、蒸気機関で航走する機走コルベット（Винтовой корвет）に分類される。艦名は、ノヴゴロド公国やプスコフ公国など、ルーシの諸公国における官職名「ポサードニク」に由来する。

## 概要
ポサードニクは、ボヤーリン級コルベットの11番艦として建造された。1855年10月9日、他の13 隻の同型艦全艦とともにペテルブルクのオフチンスコエ海軍工廠で帰港したポサードニクは1856年8月1日に進水、1857年夏には竣工してバルト艦隊に編入された。建造は、船体造船技官であったA・A・イヴァシチェンコ中尉によって取り仕切られた。

### 極東へ
完成したポサードニクは、極東方面の探索に派遣された。1859年には、ポサードニクはN・A・ビリリョフ中尉の指揮の下、クリッパー・ラズボーイニクとナエーズニクからなる艦隊を率いて、N・M・チハチョーフ指揮下のフリゲート・スヴェトラーナとともに太平洋に到着した。ビリュリョーフはクリミア戦争におけるセヴァストーポリ防衛の英雄であり、4等聖ゲオールギイ勲章はじめ数々の勲章を保有する指揮官であった。
この頃、イギリスが対馬に利用できる港を設置することを日本の江戸幕府に対して要求していたが、それまで日本との開国交渉に失敗していたロシアも対馬に目をつけた。ロシア海軍中国海域艦隊司令官であったI・V・リハチョーフ大佐は自身の艦隊のための不凍港を確保するため、対馬海峡に根拠地を築くことを提案した。日本との関係がそれまで以上に悪化することを懸念したロシア政府はリハチョーフの提案を拒絶したが、海事省大臣であった大公コンスタンチン・ニコラエヴィチ（皇帝ニコライ1世と皇后アレクサンドラの次男）は、個人的な影響力で以ってリハチョーフが対馬へ艦隊を派遣し、現地の「公」と個人協議の上ロシアのための根拠地を借りることを許可した。

### 対馬事件
1861年3月1日、リハチョーフの指示により派遣されたビリリョフ指揮下のポサードニクが対馬の尾崎浦に到着した。ビリリョフはさらに深く芋崎まで進み、かねてよりの計画通り艦の修理の名目で「海軍基地」の建造を始めた。しかしながら、地元農民は武力で以って抵抗し、これに対抗したロシア水兵が1人を撃ち殺し、数人を捕虜としたことから事態は江戸に知られることとなった。
結局、現地の対応は非友好的なものであり、根拠地の築造は一方的なものとなった。ロシア政府も懸念したとおり幕府から強い抗議を受けることとなった。8月、ビリリョフは対馬府中藩に圧力を掛け、「もしミカドの政府が反対しないのであればロシアの「海軍基地」を自身の管理下に維持する」旨の文書による合意を取り付けたが、この合意には江戸幕府からのみならずイギリス領事からも反対されるところとなった。ロシア政府は、ロシア艦を対馬より撤退させることを決定した。
いわゆる「対馬事件」はこうして解決したが、ロシア政府は問題の責任を取らせる形でリハチョーフをロシア艦隊の太平洋司令官から解任した。後任には、A・A・ポポーフ少将が就任し、ロシア艦隊太平洋長官となった。一方、ビリリョフは1863年にポサードニクの艦長を退官したが、日本近海への航海の実績を認められて大佐に昇進している。また、ポサードニクはその栄誉を讃えて対馬の湾のひとつにその名を留めている。

### その後
1864年にはポサードニクはカトコーフ中尉の監督の下、クロンシュタットにて船体の木材を張り替えるオーバーホールを受けた。1866年には武装の変更を受け、36 lb砲No.1のみを6 門搭載するようになった。1869年3月3日付けで艦隊を退役し、武装解除の上クロンシュタット軍港で保管状態に入れられた。1871年3月6日付けで艦隊から除籍され、売却の上で解体された。